# Kloster Neuenzell (Unteribach)

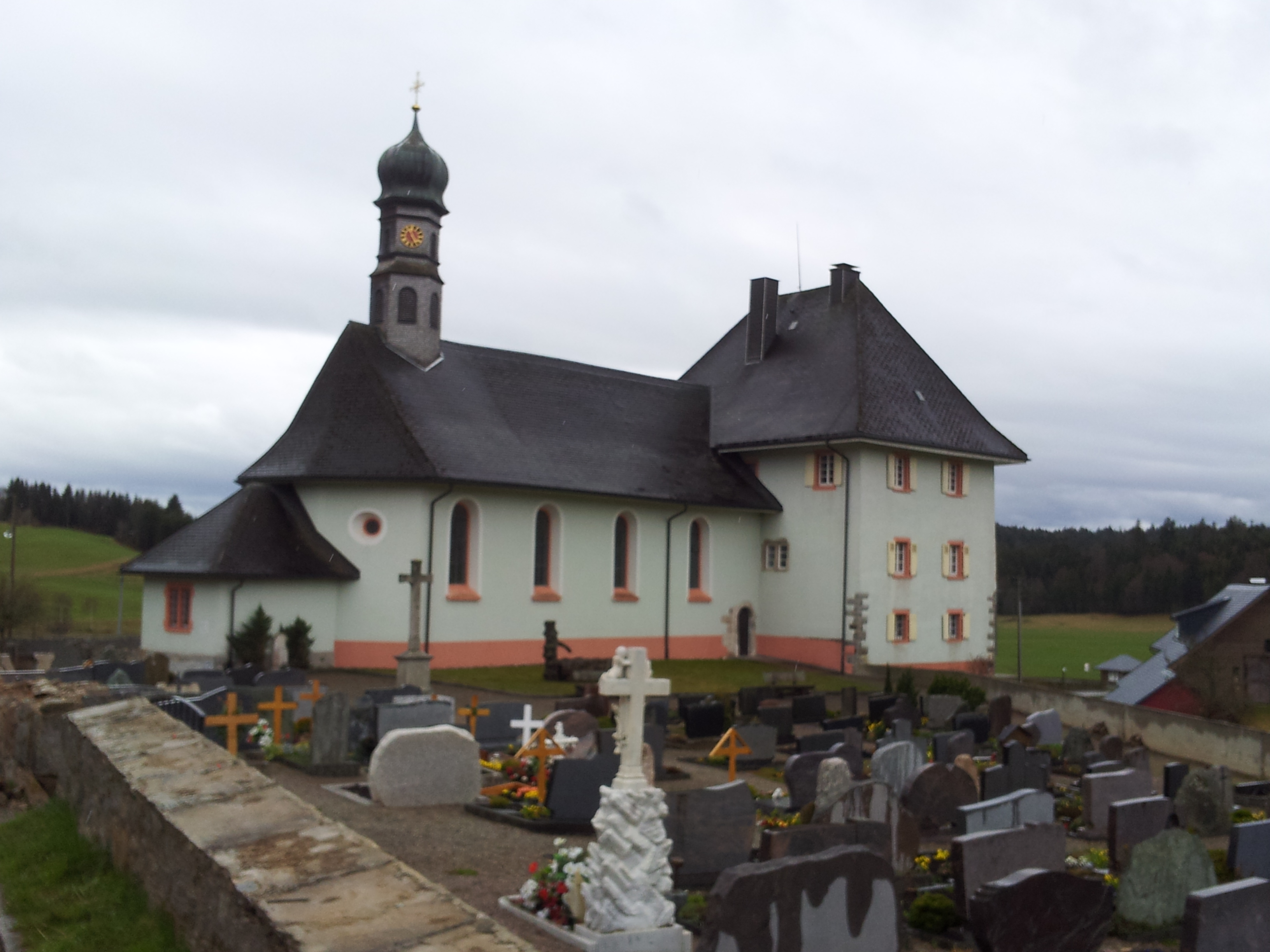
Kirche und Pfarrhaus in Unteribach

Neuenzell (auch Neuenzelle oder Kloster Neuenzell) war ein kleines Kloster der Benediktiner im Ort Unteribach. Erst im Jahre 1814 entstand aus Neuenzell der Name Unter-Ibach, im Gegensatz zu Ober-Ibach das bis dahin stets Ibach genannt wurde und immer dem Kloster St. Blasien unterstellt war, während Neuenzell ursprünglich den Herren von Tiefenstein gehörte. An der Stelle steht heute die Kirche und das Pfarrhaus von Unteribach.

## Geschichte
Die Brüder Hugo und Diethelm von Tiefenstein richteten sich im Jahr 1240, wohl in einem festen Haus am Brühl, eine Kapelle bzw. Klause, genannt Neue Zelle ein. Durch Schenkung bzw. Vergabung kam dann Gebiet und Klause an das Kloster St. Georgen in Stein am Rhein, welches seine Schutzpatrone St. Georg und Cyrill etablierte. Schutzvögte waren die  Herren von Hohenklingen. Durch Rudolf von Habsburg erfolgte um 1250 die Zerstörung der Klause, die Mönche wurden vertrieben. Die Burg Tiefenstein wurde erst 1272 zerstört. Neuenzell kam 1315 unter Leopold von Habsburg an das Kloster St. Blasien, welches hier die Propstei Neuenzelle unterhielt, als Schutzpatronin kam ab 1699 Maria Magdalena hinzu. Nach der Aufhebung des Klosters St. Blasien benannte man die Ansiedlung um die Pfarrkirche in „Unter-Ibach“ um. 1787 erhielt die Propstei einen vor Ort lebenden eigenen Pfarrer und wurde so unabhängiger von St. Blasien.